# Хомонто (герб)
Хомонто (пол. Chomąto, Pantera) — польский дворянский герб.

## Описание

#### Описание по А.Б. Лакиер
Воловье ярмо, положенное вкось от левого верхнего к правому нижнему углу. Герб этот был дан Доброславу из Цигезамберга за то, что он, увидев, как под королём была убита лошадь, дал ему свою, а сам сел на вола в ярме. Герб Хомонто (употребляют: Орловские, Залеские) 

#### Гербовник Царства Польского
В серебряном поле хомут, накось к правому боку щита. В навершье шлема дворянская корона.
Внесен в Часть 1 Гербовника дворянских родов Царства Польского, стр. 127

## Герб используют
31 родBocheński, Bochliński, Bolemiński, Bolimiński, Buchwaldzki, Buchwałdzki, Chomicz, Cicholewski, Ciecholewski, Cygemberg, Czadliński, Czechłowski, Dębicki, Knibawski, Krzybawski, Krzykowski, Lamsdorf, Orlewski, Орловские (Orłowski), Paraziński, Sadliński, Schaffter, Suchostrzycki, Sudliński, Sumowski, Szadliński, Topoliński, Ulkowski, Wulkowski, Залеские (Zaleski), Zalewski